# Thermoarcturus venezuelensis
Thermoarcturus venezuelensis är en kräftdjursart som beskrevs av Paul och Menzies 1971. Thermoarcturus venezuelensis ingår i släktet Thermoarcturus och familjen Antarcturidae. Inga underarter finns listade i Catalogue of Life.